# (21478) Maggiedelano
(21478) Maggiedelano (1998 HW118) – planetoida z pasa głównego asteroid okrążająca Słońce w ciągu 5,11 lat w średniej odległości 2,97 j.a. Odkryta 23 kwietnia 1998 roku.